# ジョー・ヴィテレリ
ジョー・ヴィテレリ（Joe Viterelli,  1937年3月10日 - 2004年1月28日）は、アメリカ合衆国の俳優である。

## 来歴
1937年、ニューヨーク州ニューヨーク市に生まれる。イタリア系の家系で、家族がニューヨーク州のクイーンズ区に音楽学校を持っており、ヴィテレリは20歳代でその学校を相続した。しかし音楽学校の経営は上手くいかず、様々な職に就いた後、1970年代に西海岸ロサンゼルスへ移り住む。しばらくしてショーン・ペンの父親でもあるレオ・ペンと知り合い、ショービジネスの世界に足を踏み入れた。
1990年、レオの息子であるショーンが主演のマフィア映画『ステート・オブ・グレース』で映画デビュー。イタリア系と独特の風貌が相まって、その後の映画ではマフィアの組員や重鎮などを演じることが多かった。ただし、ロバート・デ・ニーロとビリー・クリスタルが主演した『アナライズ・ミー』などのコメディ映画ではマフィアの役柄ながらもコミカルな演技を披露したほか、ファレリー兄弟の監督作品である『愛しのローズマリー』ではグウィネス・パルトローが演じる主人公・ローズマリーの父親役を演じた。
芸能活動を行う上ではエージェントを持たないスタイルを貫いた。
2004年1月29日、心臓手術による合併症のため、ラスベガスの病院で死去した。66歳だった。

## 出演作品

### 映画
| 公開年 | 邦題 原題                                         | 役名                      | 備考                          |
| ------ | ------------------------------------------------- | ------------------------- | ----------------------------- |
| 1990   | ステート・オブ・グレース State of Grace           | ボレリ                    |                               |
| 1991   | モブスターズ/青春の群像 Mobsters                  | ジョー・プロファチ        |                               |
| 1992   | ジャック・ルビー Ruby                             | ジョゼフ・ヴァラキ        |                               |
| 1993   | ザ・ファーム 法律事務所 The Firm                  | ジョーイ・モロルト        | クレジット無し                |
| 1994   | ブロードウェイと銃弾 Bullets over Broadway        | ニック・ヴァレンテ        |                               |
| 1995   | クロッシング・ガード The Crossing Guard           | ジョー                    |                               |
| 1996   | イレイザー Eraser                                 | トニー・トゥートーズ      |                               |
| 1996   | ヘブンズ・プリズナー Heaven's Prisoners           | ディディ・ジャンカーノ    |                               |
| 1996   | アメリカン・バイオレンス American Strays          | ジーン                    |                               |
| 1997   | カリブは最高! Out to Sea                          | ミッキー                  | 日本劇場未公開 クレジット無し |
| 1998   | マフィア! Mafia!                                  | ドミニク・クラマト        | 日本劇場未公開                |
| 1999   | アナライズ・ミー Analyze This                     | ジェリー                  |                               |
| 1999   | 恋するための3つのルール Mickey Blue Eyes          | ヴィニー・ダゴスティーノ  |                               |
| 1999   | シークレット・オブ・アメリカ Hitman's Run         | ジミー/ハワード・サスマン | 日本劇場未公開 クレジット無し |
| 2001   | スポット See Spot Run                             | ジーノ                    |                               |
| 2001   | 愛しのローズマリー Shallow Hal                    | スティーヴ・シャナハン    |                               |
| 2002   | エリザベス・ハーレーの明るい離婚計画 Serving Sara | ファット・チャーリー      |                               |
| 2002   | アナライズ・ユー Analyze That                     | ジェリー                  |                               |

### テレビ
| 放映年    | 邦題 原題                                                                   | 役名                   | 備考                                                            |
| --------- | --------------------------------------------------------------------------- | ---------------------- | --------------------------------------------------------------- |
| 1991      | パレスガード Palace Guard                                                   |                        | ミニシリーズ                                                    |
| 1993      | Fallen Angels                                                               | Ugolino                | シーズン1 第4話 "The Frightening Frammis"                       |
| 1994      | ザ・コミッシュ The Commish                                                  | ヴィクター・カサビアン | 2エピソード                                                     |
| 1999      | ザ・トゥナイト・ショー・ウィズ・ジェイ・レノ The Tonight Show with Jay Leno | 本人                   |                                                                 |
| 1999-2000 | The Strip                                                                   | Cameron Greene         | 10エピソード                                                    |
| 2003      | マンデーナイトフットボール Monday Night Football                            | 本人                   | ダラス・カウボーイズvsニューヨーク・ジャイアンツ クレジット無し |